# سخم إيب
سخم إب بر ان ماعت أو سخم إب ، هو اسم حورس لملك مصري مبكر حكم خلال الأسرة الثانية. على غرار سلفه أو خليفته أو الحاكم المشارك بر إيب سن، فإن سخم إب معترف به جيدًا في السجلات الأثرية ، لكنه لا يظهر في أي وثيقة بعد وفاته. الطول الدقيق لحكمه غير معروف ولم يتم العثور على موقع دفنه بعد. 

## قبره
موقع قبر سخم إب غير معروف. إذا كان في الواقع هو نفس الشخص بر إيب سن، فقد تم دفنه في القبر P في أبيدوس. إذا لم يكن كذلك ، فقد يكون موقع دفنه في سقارة.   